# Benoît Dorémus
Pour les articles homonymes, voir Dorémus.
Benoît Dorémus est un auteur-compositeur-interprète français né le 20 mai 1980 à Besançon.

## Biographie
Il grandit entre Metz et le Vaucluse dans une famille de cinq enfants. Il commence à jouer de la guitare à l'âge de quatorze ans.
En 2001, il obtient une licence en arts du spectacle (cinéma) et termine un premier roman. Il s’installe à Paris. Accompagné de Richard Posselt (accordéon et piano) et Franck Portal (basse), il commence à faire des concerts en 2003, tournant dans plusieurs salles et bars parisiens. Il est influencé par Eminem, Renaud, Alain Souchon ou Philippe Djian pour l'écriture.
En juin 2005 paraît Pas en parler, son premier disque auto-produit, réalisé par Olivier Vincent. Celui-ci attire l'attention de différents professionnels.
Fin 2005, grâce au chanteur Sarclo, il est repéré par Renaud qui tombe sous le charme. Celui-ci le produit et le fait signer chez EMI, sur son label Ceci-Cela chez Capitol. Renaud reprend également la chanson Rien à te mettre, sur son album Rouge sang.
En octobre 2007 sort le disque Jeunesse se passe. Celui-ci reçoit un bon accueil critique, notamment du journal Libération.
Il apparaît pour la première fois à la télévision dans un Taratata consacré à Renaud diffusé le 23 novembre 2007 avec qui il chante en duo « Rien à te mettre » qu'il a écrit et composé.
Il clôt sa première tournée Jeunesse se passe en mai 2009 par un concert à L'Européen après deux ans et demi de concerts, dont les premières parties de Renaud et Renan Luce aux Zénith de Paris et de Lille notamment, ou encore de Berry à l'Olympia. Il entre à l'automne 2009 en enregistrement pour son deuxième album intitulé 2020 sorti fin mai 2010.
Il reçoit en décembre 2010 le prix Francis Lemarque de la SACEM saluant un jeune créateur. En 2011, il continue sa tournée de concerts pour l'album 2020, passant notamment par la Boule Noire à Paris.
En février 2011, il est parrain de la première promotion du prix Georges-Moustaki, à Paris. À l'automne 2011, il effectue une tournée intitulée "Seuls à trois" d'une trentaine de dates en trio avec Alexis HK et Renan Luce dans laquelle les trois artistes s'amusent à reprendre en solos, duos ou trios, leurs chansons respectives, des chansons d'autres artistes (Renaud, Boris Vian...) et à en interpréter de toutes neuves dont Marque ton stop que j't'embrasse" et La Femme de ma vie (titres alors prévisionnels...) en ce qui concerne Benoît Dorémus. À la même période sort le nouvel album d'Aldebert, Les Meilleurs Amis, sur lequel on retrouve un titre, Un dernier foot sous Chirac, coécrit par Benoît Dorémus. Selon Aldebert, c'est au cours d'une soirée (arrosée selon ce dernier) en 2007 que Benoît lui aurait présenté l'ébauche de cette chanson née le jour de l'élection de Nicolas Sarkozy et qui a donc été finie avec Aldebert, reprise finalement par celui-ci sur son album.
En février 2013, avec de nouvelles chansons en poche, il signe chez BMG Rights Management pour enregistrer son 3e album (qui serait donc le 4e pour les plus fervents). Il tourne et peaufine ces nouvelles chansons sur plusieurs dates durant les années 2013 et 2014, avec notamment plusieurs dates aux Trois Baudets à Paris et une participation remarquée aux 38e Rencontres d'Astaffort (stages de formation professionnelle s'adressant aux jeunes auteurs, compositeurs et interprètes de chansons créés par l'association Voix du Sud de Francis Cabrel) qui lui permettra d'obtenir le prix "Centre des Écritures de la Chanson Voix du Sud-Fondation La Poste" à l'occasion du concert de clôture qui célèbre les vingt ans des Rencontres. On le retrouve à nouveau en première partie de certaines dates de la tournée 2014 de Renan Luce et sur celle d'une date d'Oldelaf au Zénith de Paris.
Mais l'album annoncé se fait attendre. L'industrie du disque n'est pas au mieux et la chanson française ne fait pas partie des priorités de production (problème qu'il évoquait déjà dans l'album précédent sur le titre [vidéo] « "De l'autre côté de l'ordi - Acte IV" », sur YouTube). L'année 2015 marque donc un tournant dans son enregistrement. Après avoir travaillé avec Francis Cabrel durant l'hiver 2015, ayant eu « le privilège de passer quelques jours chez lui à travailler et enregistrer quelques-unes de [ses] chansons », Benoît est choisi pour assurer ses premières parties sur le début de sa tournée d'octobre à décembre 2015, soit 41 dates dans des salles bondées d'amateurs de chansons françaises. Dès lors, Benoît Dorémus décide, en mai 2015, d’accélérer les choses afin que son disque soit achevé pour ces premières parties. Il recours alors au financement participatif, par l'intermédiaire du site KissKissBankBank, afin de s'auto-produire et récolte plus de vingt mille euros en moins d'une semaine (36065€ à terme, en un mois). Le projet est alors bien lancé et outre Francis Cabrel qui joue du banjo sur Aïe ouille, il recevra encore le soutien de Maxime Le Forestier (Ton petit adultère), d’Archimède (Lire aux chiottes), ou d’Alain Souchon (Dernièrement (acte V)).
L'album En Tachycardie sort le 5 février 2016,. Marque ton stop que j't'embrasse en est le premier titre extrait, suivi un peu plus tard de 20 milligrammes. S'ensuit une tournée dans de nombreuses salles françaises (Le café de la Danse (Paris), Les Trois Baudets (Paris), A Thou Bout d'Chant (Lyon), Le Petit Duc (Aix en Provence), Festival Off d'Avignon, ...), belges (La Templerie des hiboux (Temploux), en solo ou accompagné de ses complices Cyril Montreau et Julien Deguines.
Début 2020, le rendez-vous donné dans Ne pas lire avant 2020 étant arrivé à échéance, il écrit Ne pas lire avant 2100 (https://www.youtube.com/watch?v=RGxrdQllTkw).
Puis en avril, alors que la Covid 19 confine la planète, il écrit le titre Comme le monde a changé (https://www.youtube.com/watch?v=o9iJhSMMmSc).
Ces deux titres ne seront pas repris dans son album suivant, alors en gestation.
Le 20 mai 2021, jour de ses 41 ans, et après bien des hésitations liées au contexte post-Covid, Benoît lance une nouvelle souscription sur Kiss Kiss Bank Bank pour son prochain album. Il sort le même jour le premier extrait On croit en moi, qui sera suivi d'un clip officiel le 25 juin suivant (https://youtube.com/watch?v=nliiPXMP1_4&si=EnSIkaIECMiOmarE). Il y évoque un peu ses doutes, mais surtout la confiance que lui insuffle son public et les multiples soutiens d'artistes renommés. Le montant minimum est atteint le jour-même, et la cagnotte finira le 1er juillet à 44671€, lui permettant d'assurer la création artistique et l'enregistrement en studio, le pressage des CD et de son premier vinyle, et organiser la tournée et financer 2 clips. Pour ce faire, il se fait entourer de KIZ, alias Marc Parodi et Alice Chiaverini.
Le 23 juin 2021, Thomas Pesquet, depuis la Station Spatiale internationale (ISS), tweete qu'il écoute Rien à te mettre.
En janvier 2022, paraît le premier extrait Désolé pour les fantômes de l'album éponyme à paraître sous peu. Un clip vidéo suit très rapidement, imageant tout en délicatesse cette chanson d'intimiste (https://youtube.com/watch?v=pcHAMHzAiIU&si=EnSIkaIECMiOmarE).
La sortie commerciale de l'album a lieu le 25 février 2022, quelques jours après sa distribution en avant-première aux souscripteurs. Rapidement la tournée commence (le 4 mars 2022, à Metz) et les dates s'enchainent, accompagné sur scène de Marc Parodi, ou en solo lors de premières parties, par exemple de Ours (Charles Souchon). On le revoit donc dans des salles qu'il affectionne à Metz, Aix-en-Provence, Paris, Temploux, Lyon, ... mais aussi à Tourcoing, Tonnay-Charente, Lens, etc. Il donnera également des concerts privés, ceux-ci ayant pu être choisis en option lors du crowdfunding.

## Discographie

### Participations
- 2008 : reprise de Il est cinq heures, Paris s'éveille sur le disque Chantent 68
- 2009 : Grand-père I (Papy gâteau), en trio avec Renan Luce et Alexis HK sur le 2e album de Renan Luce (Le Clan des miros)
- 2011 : Coécriture du titre Un dernier foot sous Chirac sur l'album d'Aldebert Les Meilleurs Amis
- 2012 : Ignoble noble, en trio avec Renan Luce et Alexis HK sur l'album de ce dernier (Le Dernier Présent)
- 2014 : Je suis une bande de jeunes, en trio avec Renan Luce et Alexis HK sur l'album-hommage collectif La Bande à Renaud
- 2015 : première partie de la tournée de Francis Cabrel In Extremis tour
- 2017 : Le Dauphin Triste, L'École des fables
- 2017 : écriture des paroles du titre Traverser l'hiver sur le 3e album de Gael Faure sorti en 2018